# صوفي (الدولة الصفوية)
صوفي هو مصطلح يشار به إلى حاكم السلالة الصفوية الإيرانية. على الرغم من أن إيران ظلت معروفة في الغرب باسم فارس (انظر اسم إيران)، الذي تم صياغته في "أيام اليونانيين القدماء"، أصبح حاكم الأمة يعرف باسم "صوفي"، وهو تحريف للقب "صفوي" نسبة إلى السلالة الصفوية التي حكمت المنطقة، وقد شاع استخدام هذا المصطلح في زمن الشاه عباس الأول "الأكبر" (حكم 1588–1629).
على الرغم من أن استخدام "صوفي" اكتسب أهمية أكبر خلال حكم الشاه عباس الأول، إلا أن الكلمة كانت تستخدم للإشارة إلى الحاكم الصفوي منذ زمن مؤسس السلالة، الشاه إسماعيل الأول (حكم 1501–1524). ومع ذلك، أصبح المصطلح مرتبط شخصيًا بالشاه عباس الأول.
عدد كبير من الإشارات إلى بلاد فارس والـ"صوفي" في الأدب الأوروبي بدأت مع حكم الشاه عباس الأول وما بعده. يُشار إلى أن الليلة الثانية عشرة لوليم شكسبير (نُشرت في عام 1602) هي من بين الشهادات المبكرة لهذا.

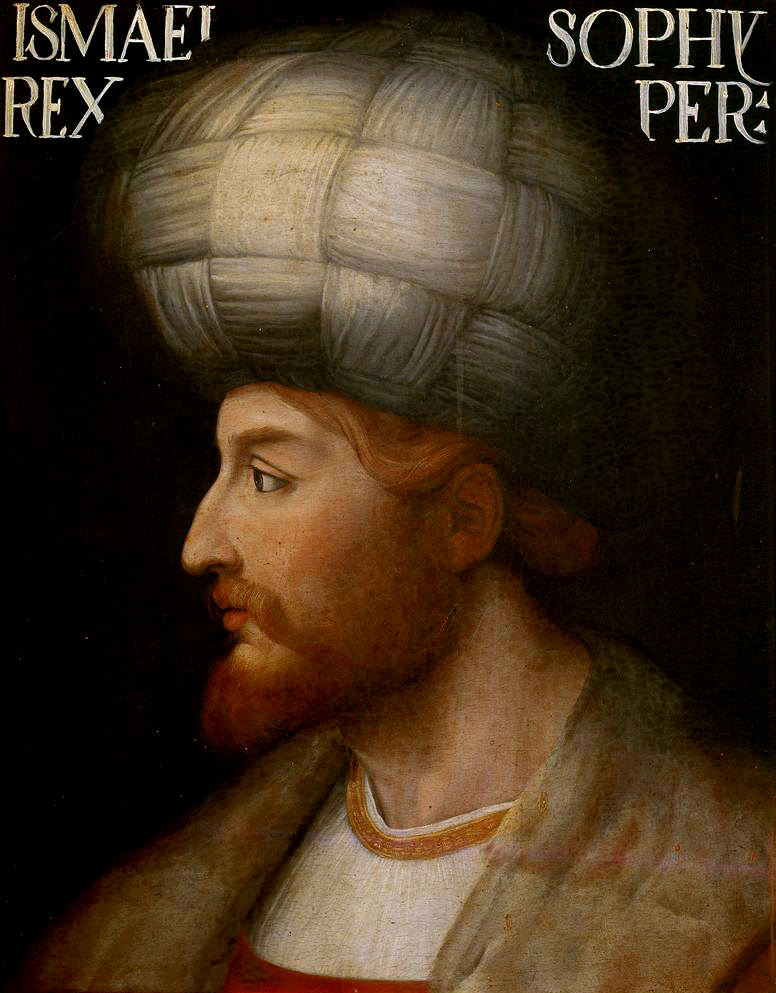
لوحة أوروبية للشاه إسماعيل الأول مع اللقب "صوفي"
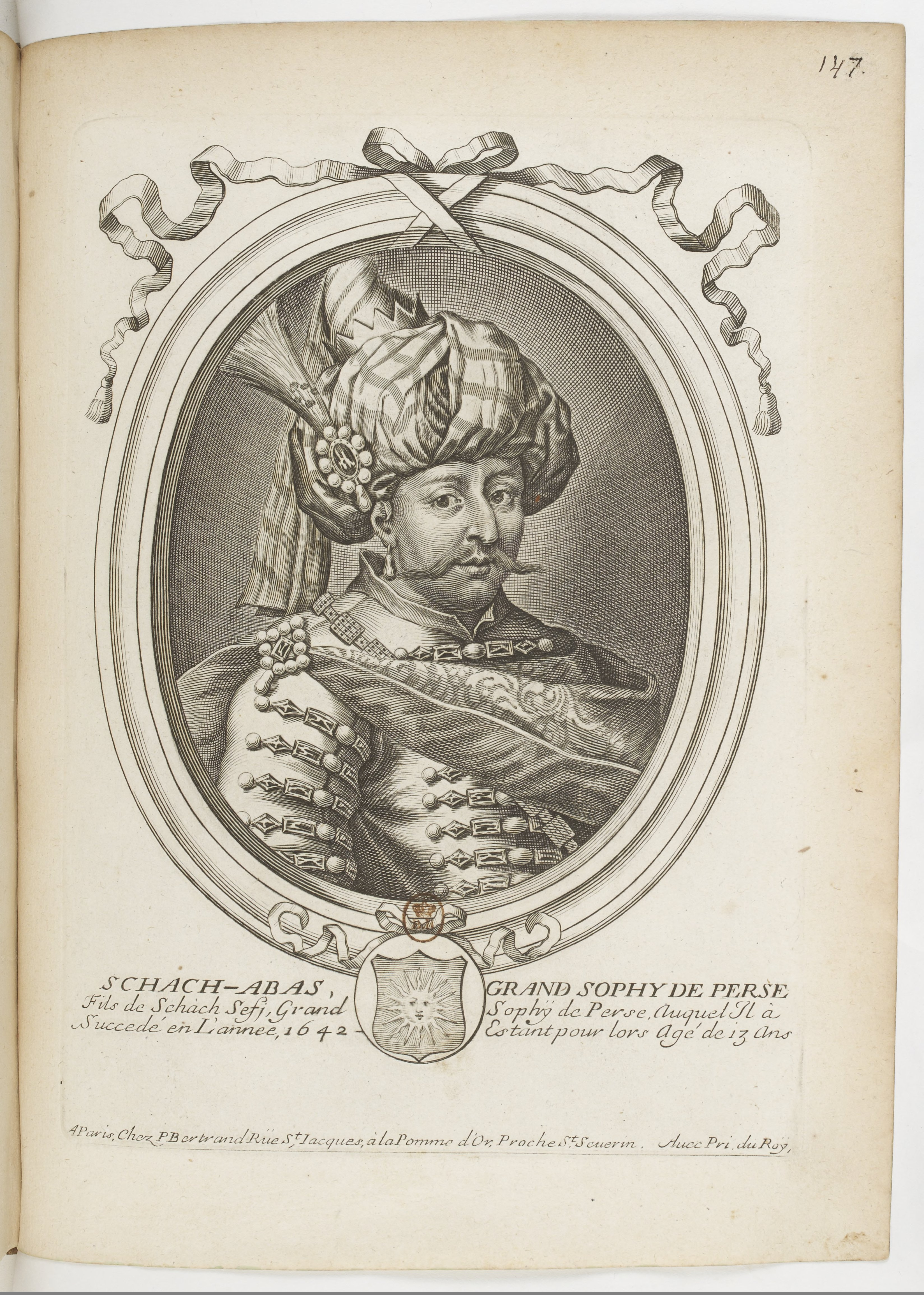
نقش أوروبي للشاه عباس الثاني مع لقب "صوفي فارس الكبير"